# Якшиваново
Якшива́ново (рос. Якшиваново, башк. Яҡшиван) — присілок у складі Уфимського району Башкортостану, Росія. Входить до складу Красноярської сільської ради.
Населення — 32 особи (2010; 38 2002).
Національний склад:
- росіяни — 45 %
- татари — 39 %